# Борго Фаврин (Тревизо)
Борго Фаврин је насеље у Италији у округу Тревизо, региону Венето.
Према процени из 2011. у насељу је живело 51 становника. Насеље се налази на надморској висини од 113 м.